# Edward Walter
Edward Walter (* 19. Juni 1925 in Königsberg in der Neumark; † 28. Juli 1984) war ein deutscher Mathematiker, Hochschullehrer und Sachbuchautor.

## Leben
Edward Walter wurde im Jahre 1925 in Königsberg im preußischen Landkreis Königsberg Neumark als Sohn einer dorthin umgezogenen baltendeutschen Familie geboren. Einer seiner Urgroßväter war Professor an der Universität Dorpat.
Nach Ende des Zweiten Weltkrieges und der Flucht und Vertreibung der Deutschen aus der Neumark begann Walter 1946 ein Studium der Mathematik an der Georg-August-Universität Göttingen, wo er 1952 sein Mathematik-Diplom erwarb.
Walter promovierte im Jahre 1956 über nichtparametrische Statistik mit der Dissertation Nichtparametrische Testverfahren zur Prüfung der Symmetrie bezüglich Null bei Hans Georg Münzner.
Von 1955 bis 1963 arbeitete Walter am Max-Planck-Institut in Göttingen, dem heutigen Max-Planck-Institut für experimentelle Medizin und erwarb daraufhin seine Habilitation an der Georg-August-Universität Göttingen.
Im Jahre 1965 wurde Walter ordentlicher Professor für Medizinische Statistik und Dokumentation an der Albert-Ludwigs-Universität Freiburg.
Bei Edward Walter promovierte Hans-Hermann Bock.
Im Jahre 1971 war Walter Präsident der deutschen Sektion der Internationalen Biometrischen Gesellschaft, deren Mitglied er seit 1954 war. 1976 wurde er zum Mitglied des International Statistical Institute gewählt.
Das hauptsächlich von Walter unter Mitarbeit von u. a. Hans Joachim Jesdinsky verfasste Werk Biomathematik für Mediziner wurde zu einem Standardlehrbuch auf diesem Gebiet.
Nach Edward Walters unerwartet frühem Tode wurde sein Institut in die zwei selbständigen Einrichtungen Medizinische Biometrie und Statistik unter Leitung von Martin Schumacher und Medizinische Informatik unter Leitung von Rüdiger Klar aufgeteilt.

## Publikationen
- Nichtparametrische Testverfahren zur Prüfung der Symmetrie bezüglich Null, Dissertation, 1956.
- Biomathematik für Mediziner, 3. Auflage, 1988, zus. m. Dr. Joachim Bammert, Prof. Dr. Hans Joachim Jesdinsky. Dr. Christa Otto. Dipl.-Math. Reinhard Roßner.